# Онора, Франк
Франк Онора́ (фр. Franck Honorat; 11 августа 1996, Тулон) — французский футболист, полузащитник мёнхенгладбахской «Боруссии».

## Клубная карьера
Родился 11 августа 1996 года в городе Тулон. Воспитанник футбольной школы клуба «Ницца». С 2012 года стал выступать за резервную команду, в которой провел четыре сезона, приняв участие в 43 матчах чемпионата.
3 ноября 2013 года дебютировал за первую команду в матче Лиги 1 против «Бордо» (1:2), заменив Кристиана Брюльса на 87-й минуте. Впрочем, так и не став основным игроком, сезон 2016/17 провёл на правах аренды в клубе второго дивизиона «Сошо», после чего подписал полноценный контракт с другой командой Лиги 2 «Клермоном», где сразу стал основным игроком.
28 августа 2018 года Онора подписал контракт с клубом «Сент-Этьеном», но еще на сезон остался в аренде в «Клермоне».

## Карьера в сборной
В 2012 году дебютировал в составе юношеской сборной Франции. В общей сложности на юношеском уровне принял участие в 11 играх, отличившись одним забитым голом.